# Aeolis Palus
Aeolis Palus es una llanura entre la pared norteña del cráter de Gale y las estribaciones norteñas de Aeolis Mons en el planeta Marte y se centra en las coordenadas 4.47° S, 137.42° E.
La misión Mars Science Laboratory de la NASA envió un vehículo explorador a la llanura del cráter en agosto de 2012 para comenzar una misión extendida de exploración y ciencia planetaria. A partir de 2013, el rover, llamado Curiosity, explora Aeolis Palus como parte de su misión científica planificada.
El lugar de aterrizaje del rover Curiosity en el Aeolis Palus recibe el nombre de Bradbury Landing.

Vista del Aeolis Palus.

## Galería de imágenes

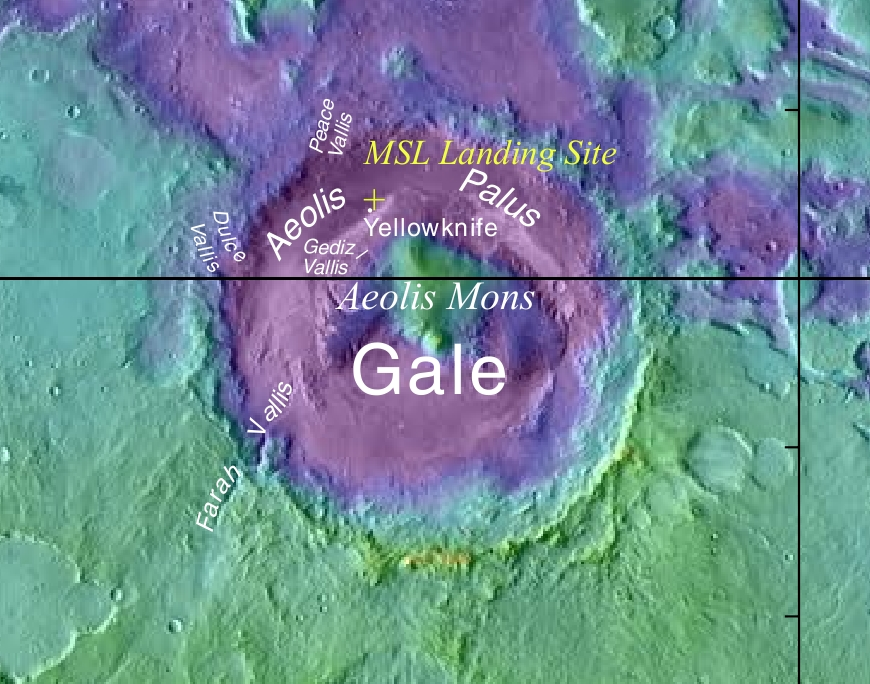
Lugar de aterrizaje del rover Curiosity en Aeolis Palus y su entorno. Primera  panorámica en color en 360 (agosto 8/10vid, 2012).
- Cráter Gale, con Aeolis Palus y Aeolis Mons.
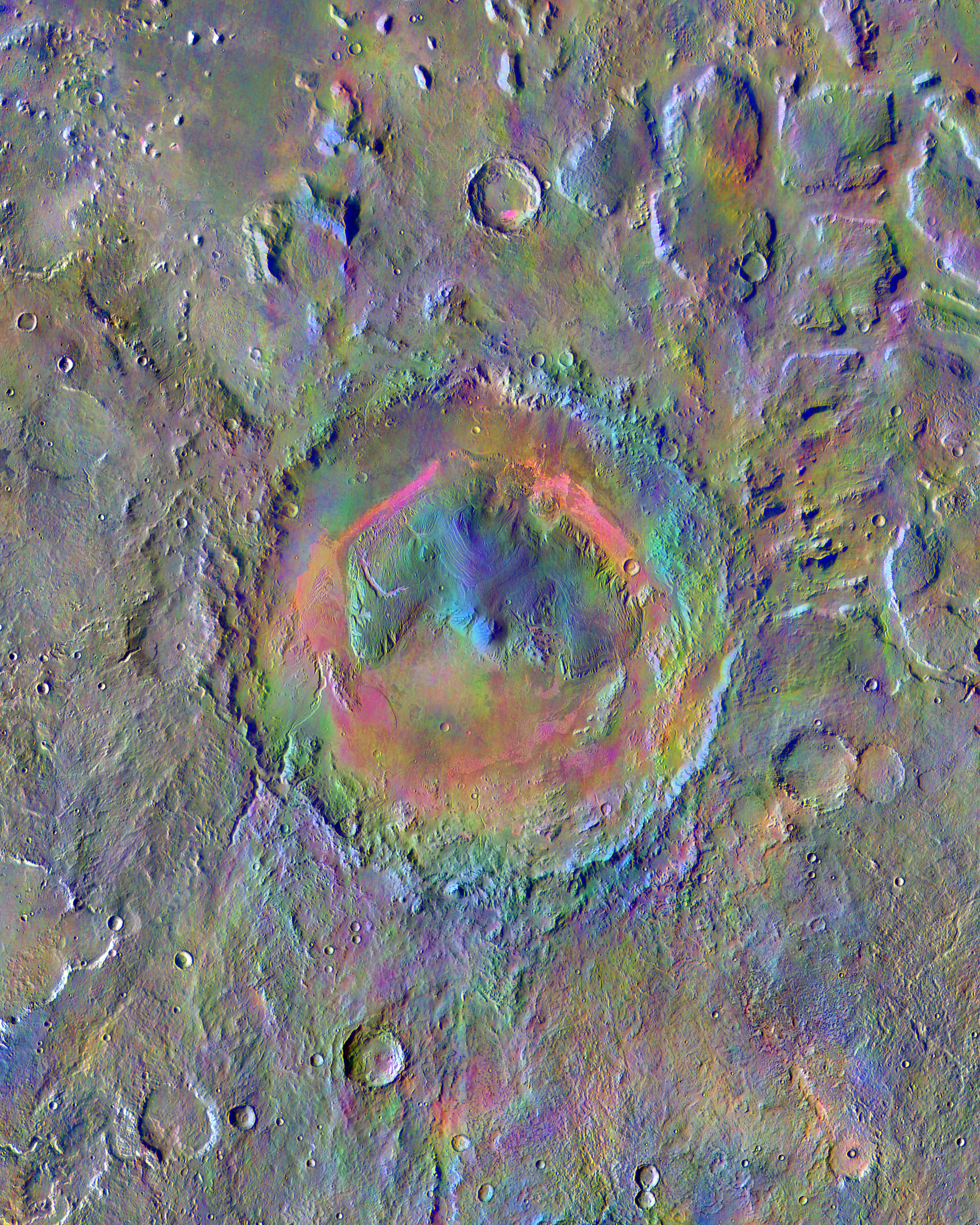
Cráter Gale. Materiales superficiales (colores falsos, THEMIS, 2001 Mars Odyssey).
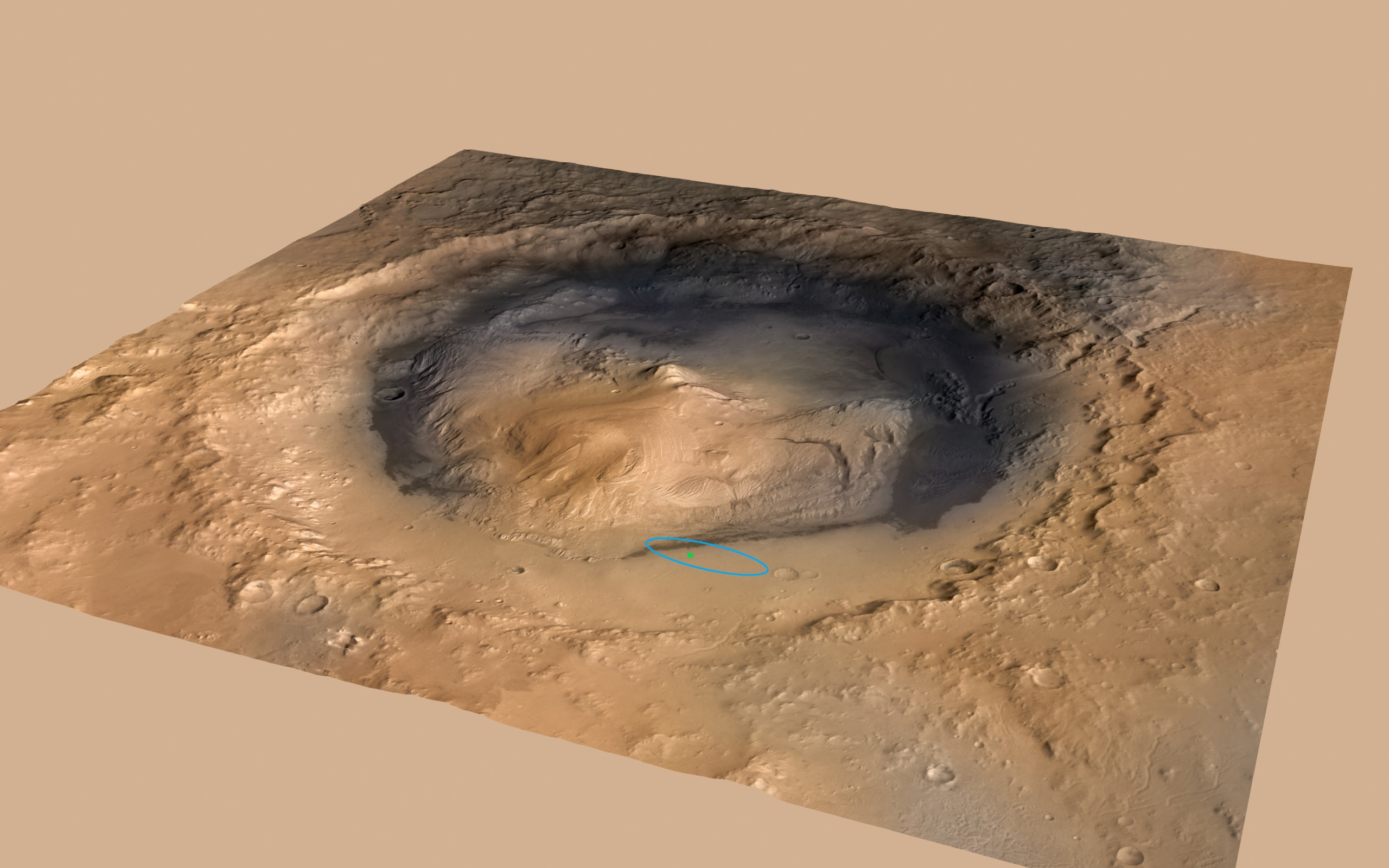
Aeolis Mons se levanta en el centro del cráter Gale. El punto verde marca el lugar de aterrizaje del rover Curiosity en Aeolis Palus.
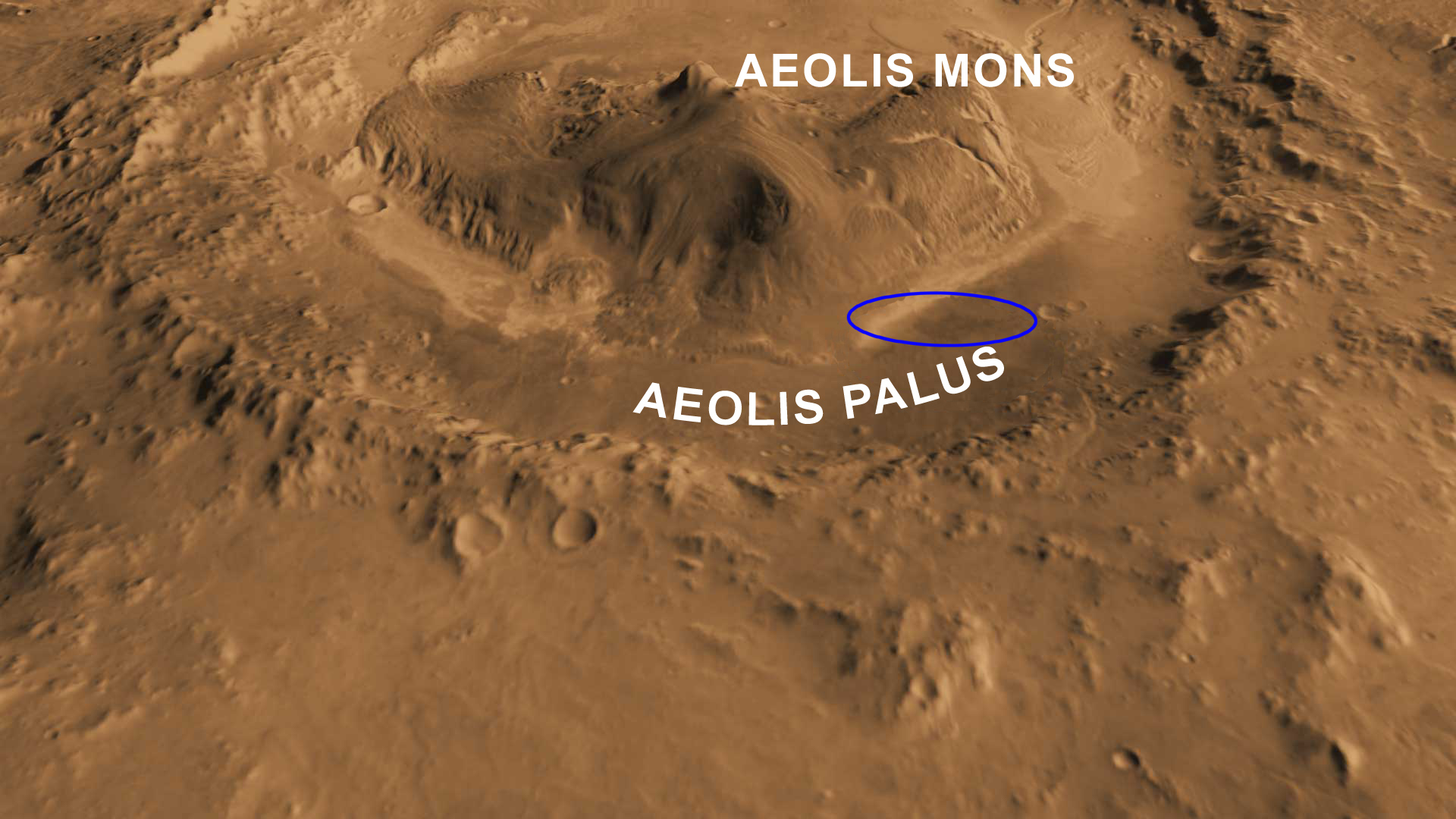
Cráter Gale. El lugar de aterrizaje se encuentra dentro de Aeolis Palus, cerca de Aeolis Mons (el norte está abajo).
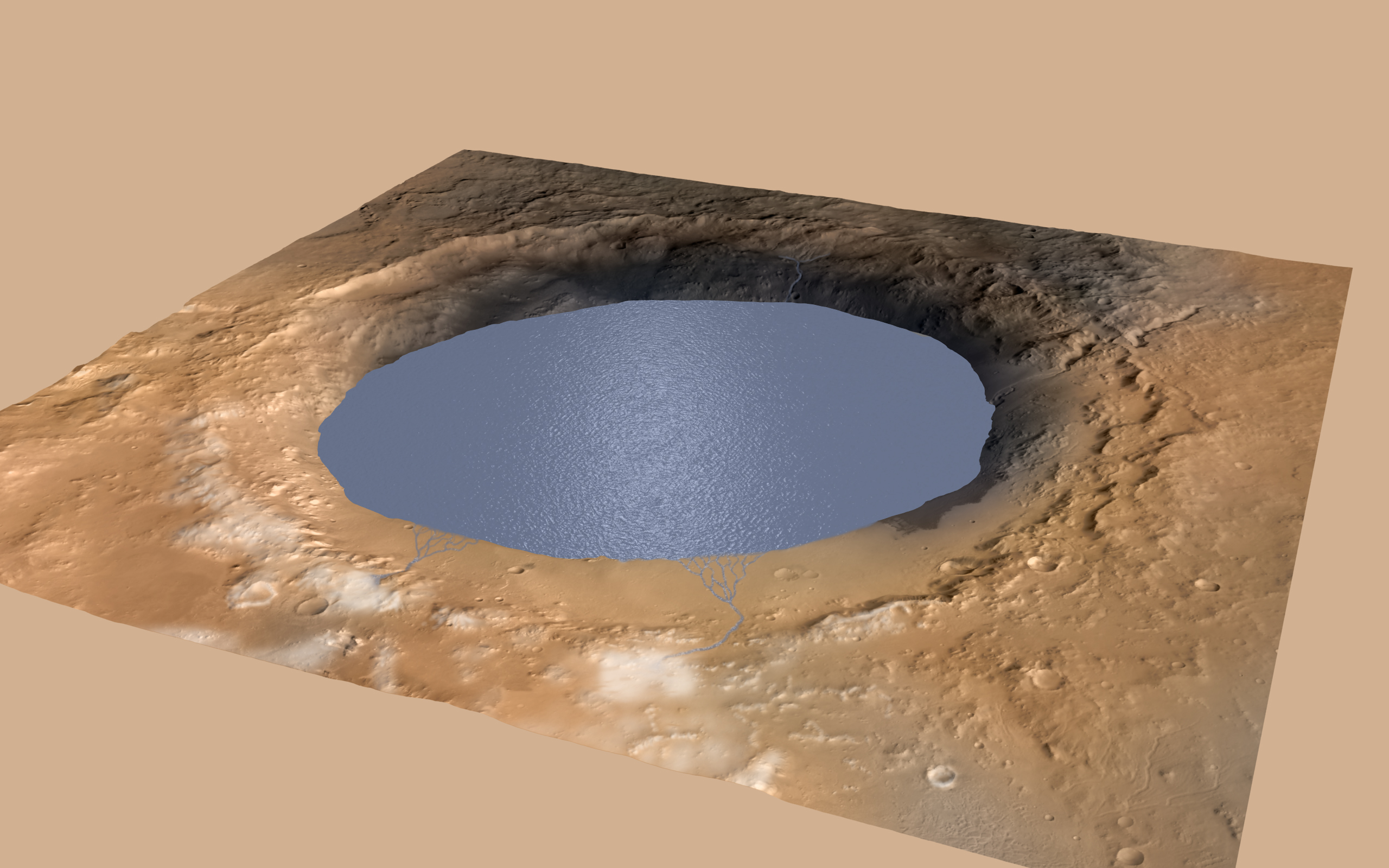
Antiguo lago inundando el cráter Gale (vista simulada).
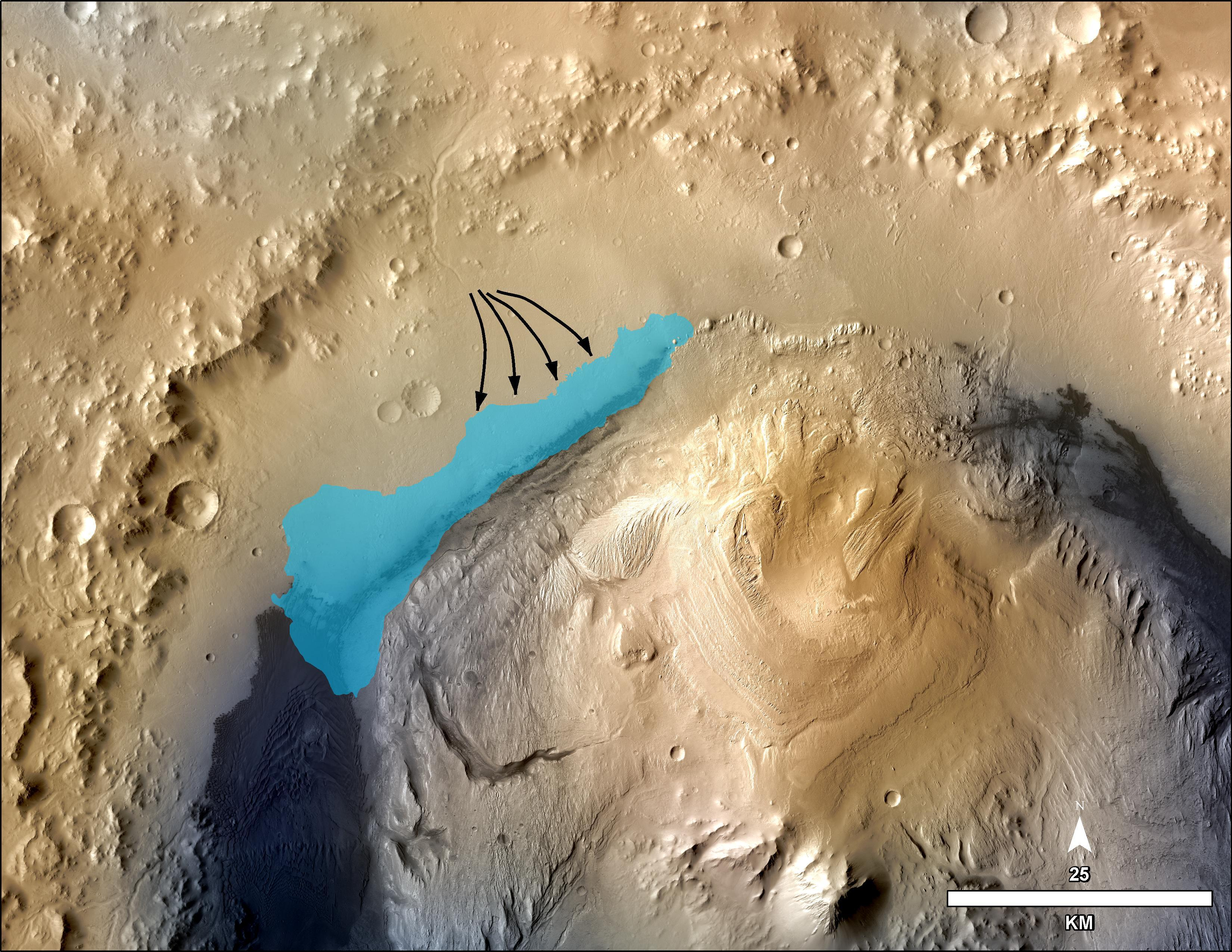
Antiguo lago en Aeolis Palus, en el cráter Gale (posible tamaño).
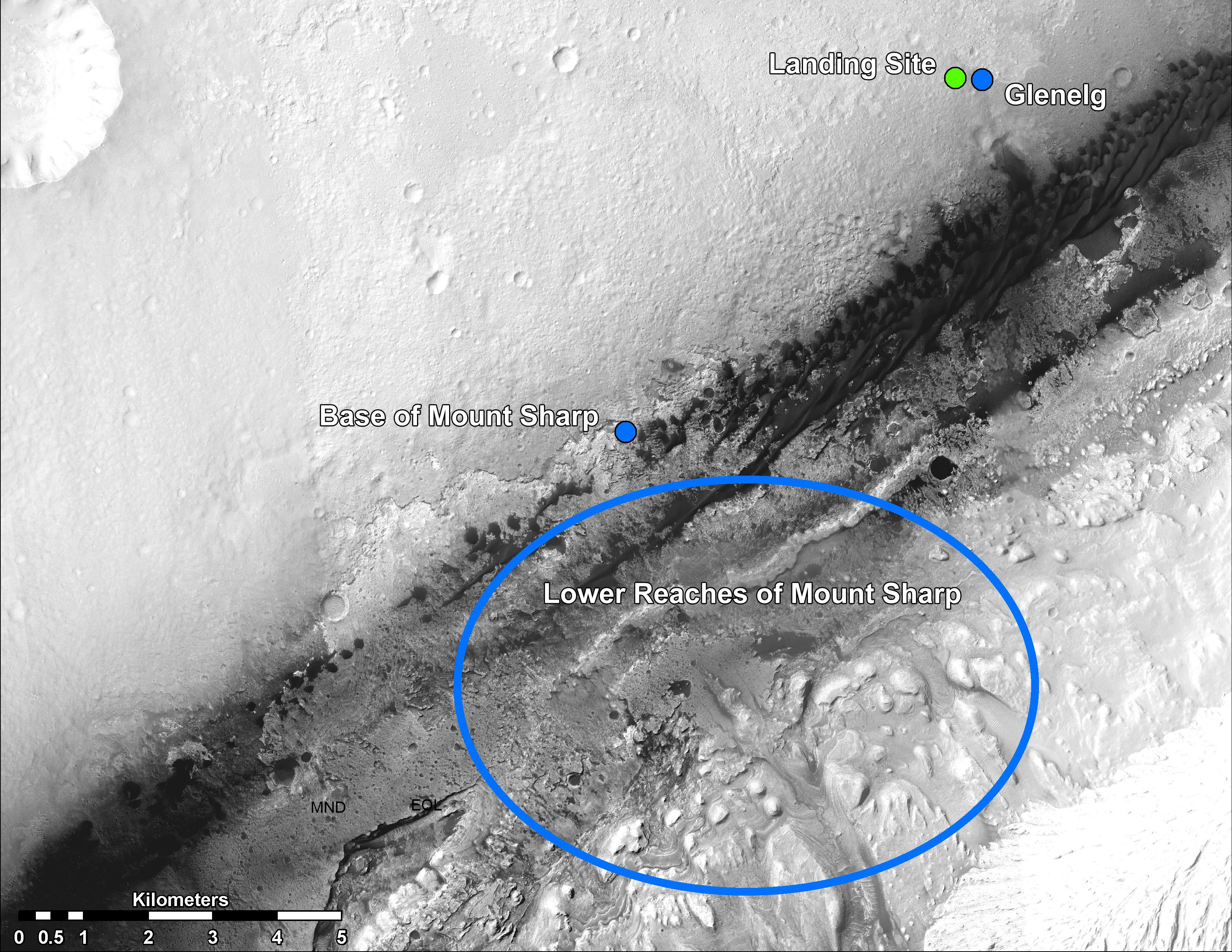
Lugar de aterrizaje del rover Curiosity (punto verde). El punto Azul marca Glenelg Intrigue. Marcas azules "base de Aeolis Mons", una área de estudio prevista.
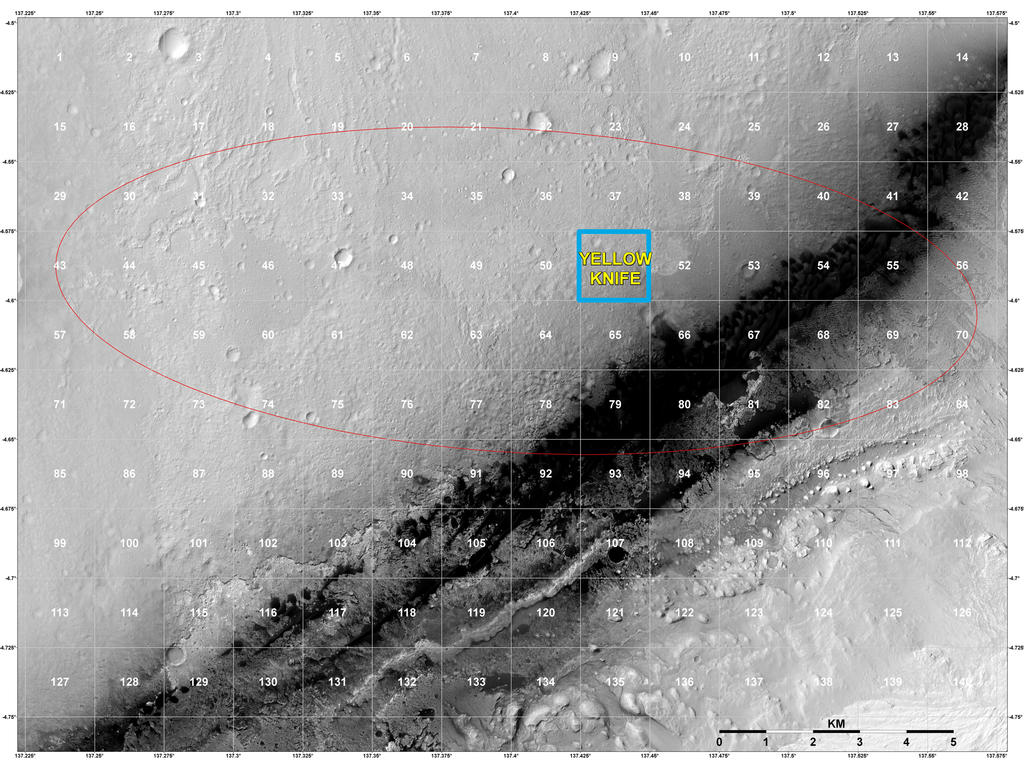
Lugar de aterrizaje del rover Curiosity. Mapa Quad incluyendo "Yellowknife" Quad 51 en Aeolis Palus en el cráter Gale.
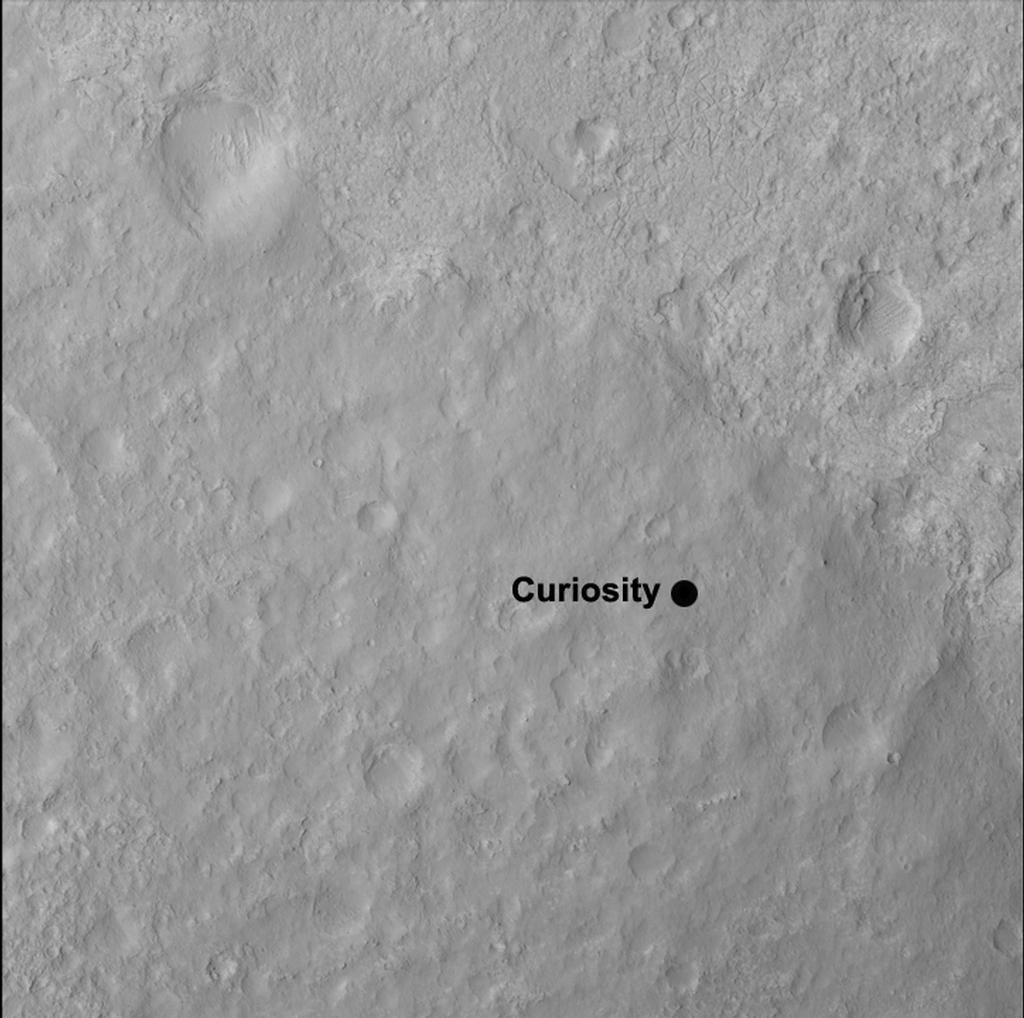
Lugar de aterrizaje del rover Curiosity en "Yellowknife" Quad 51 en Aeolis Palus en el cráter Gale.
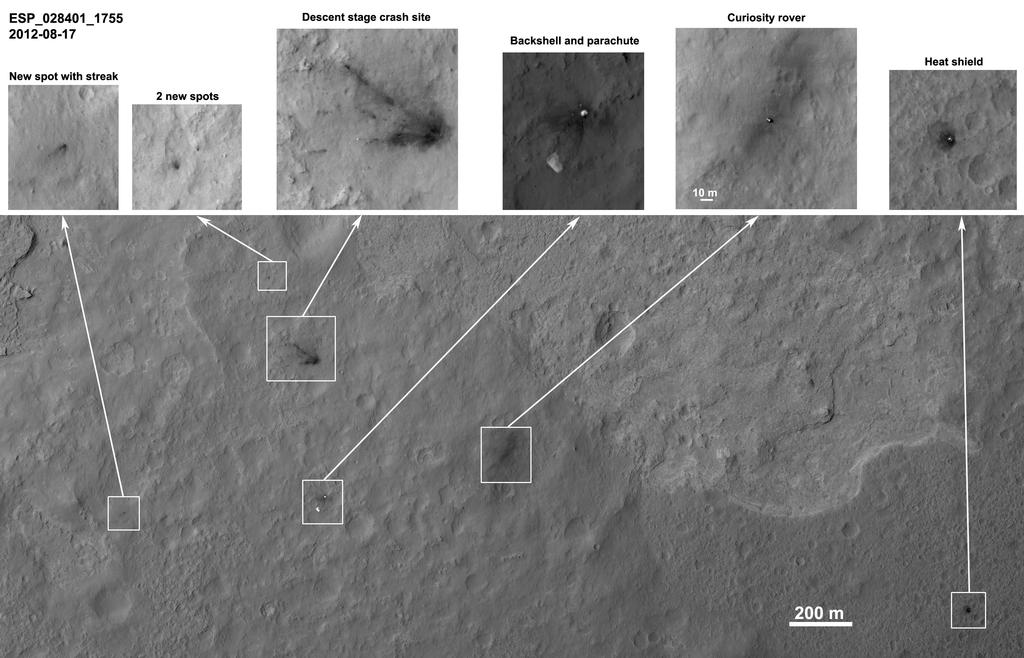
Basura espacial dejada por la Mars Science Laboratory. La fotografía se obtuvo con la cámara HiRISE de la Mars Reconnaissance Orbiter (17 de agosto, 2012).
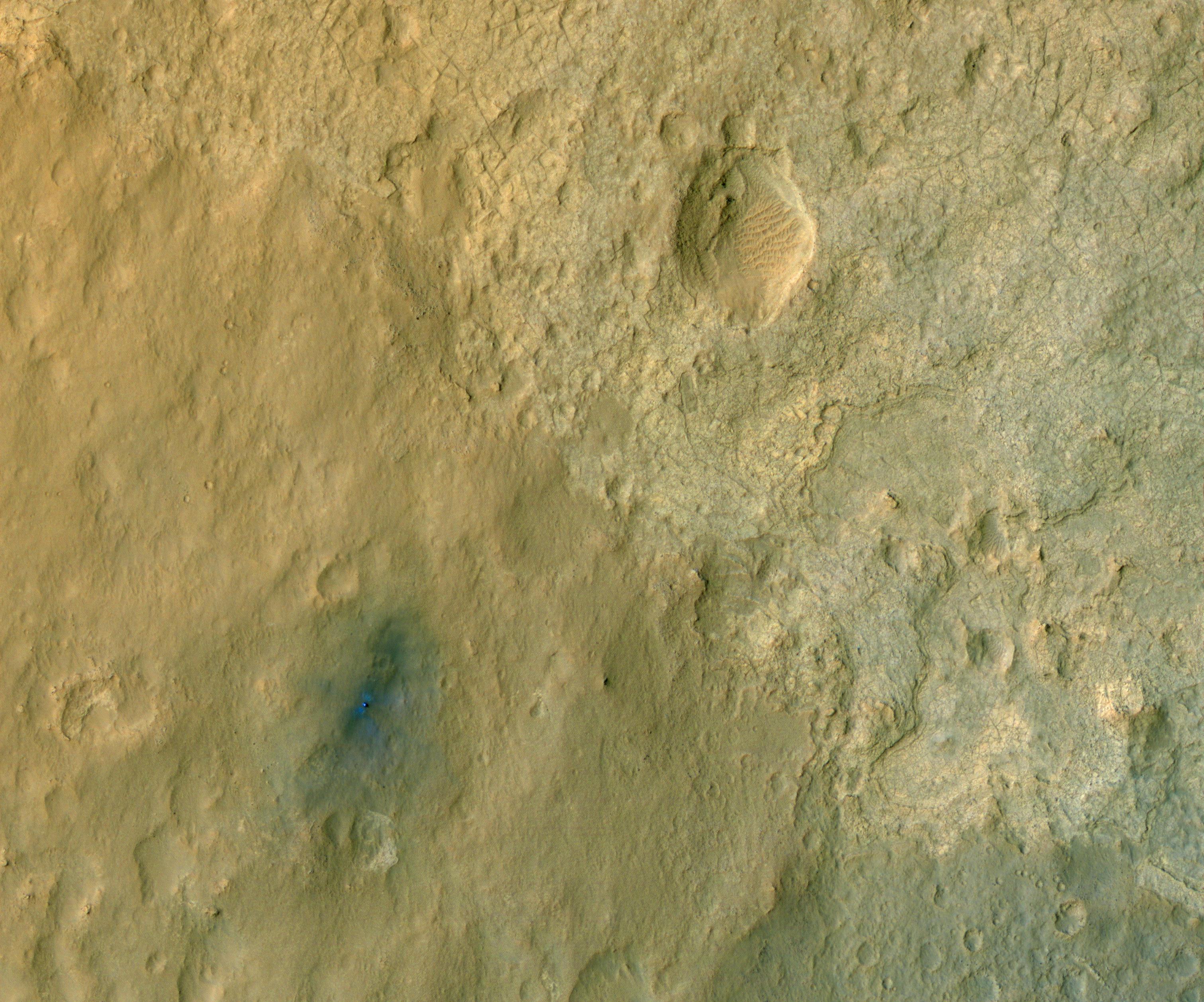
Lugar de aterrizaje del Curiosity (Bradbury Landing) visto por HiRISE (MRO) (14 agosto, 2012).
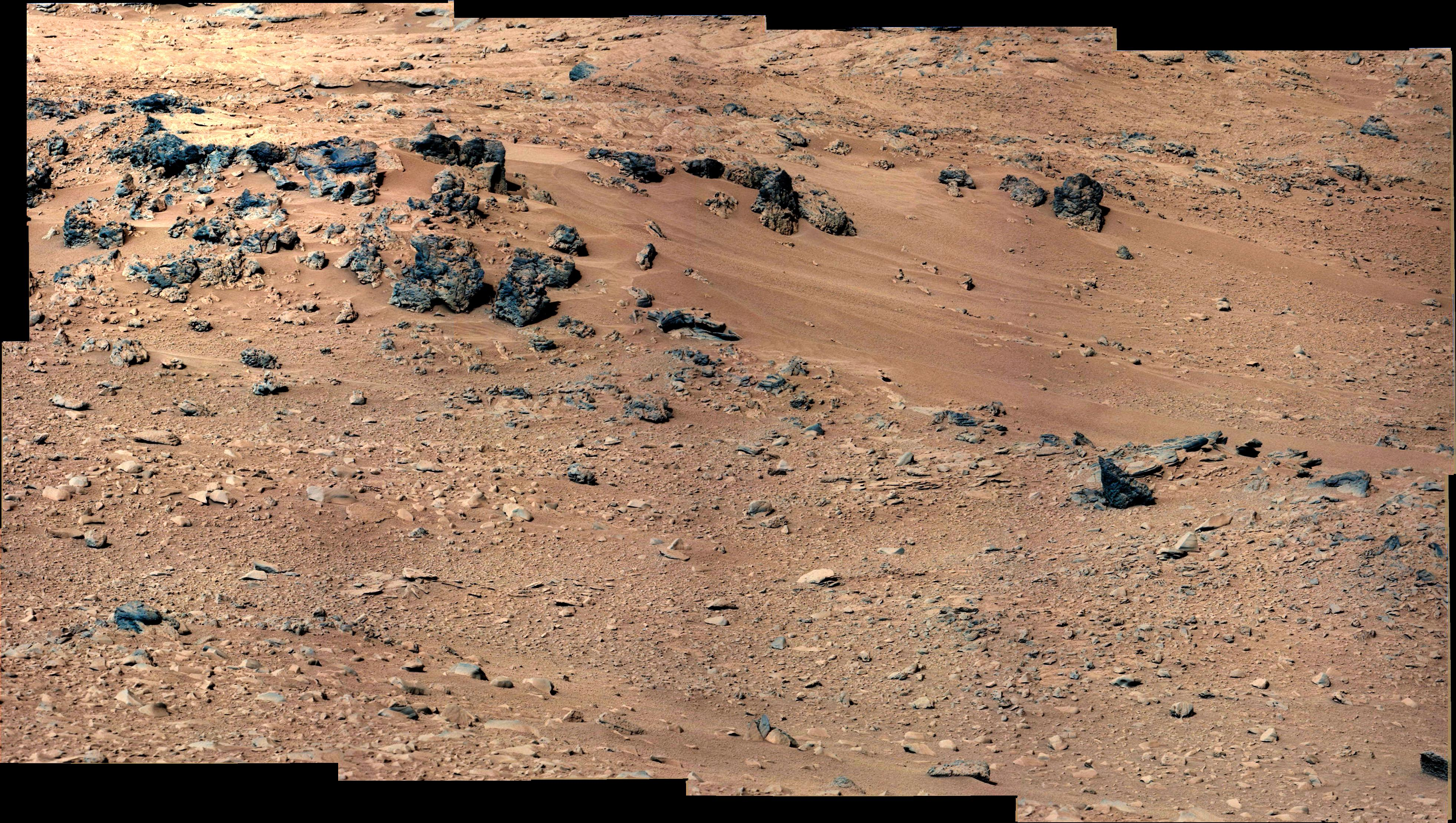
Rocknest en Aeolis Palus, entre Bradbury Landing y Glenelg (28 de septiembre, 2012).
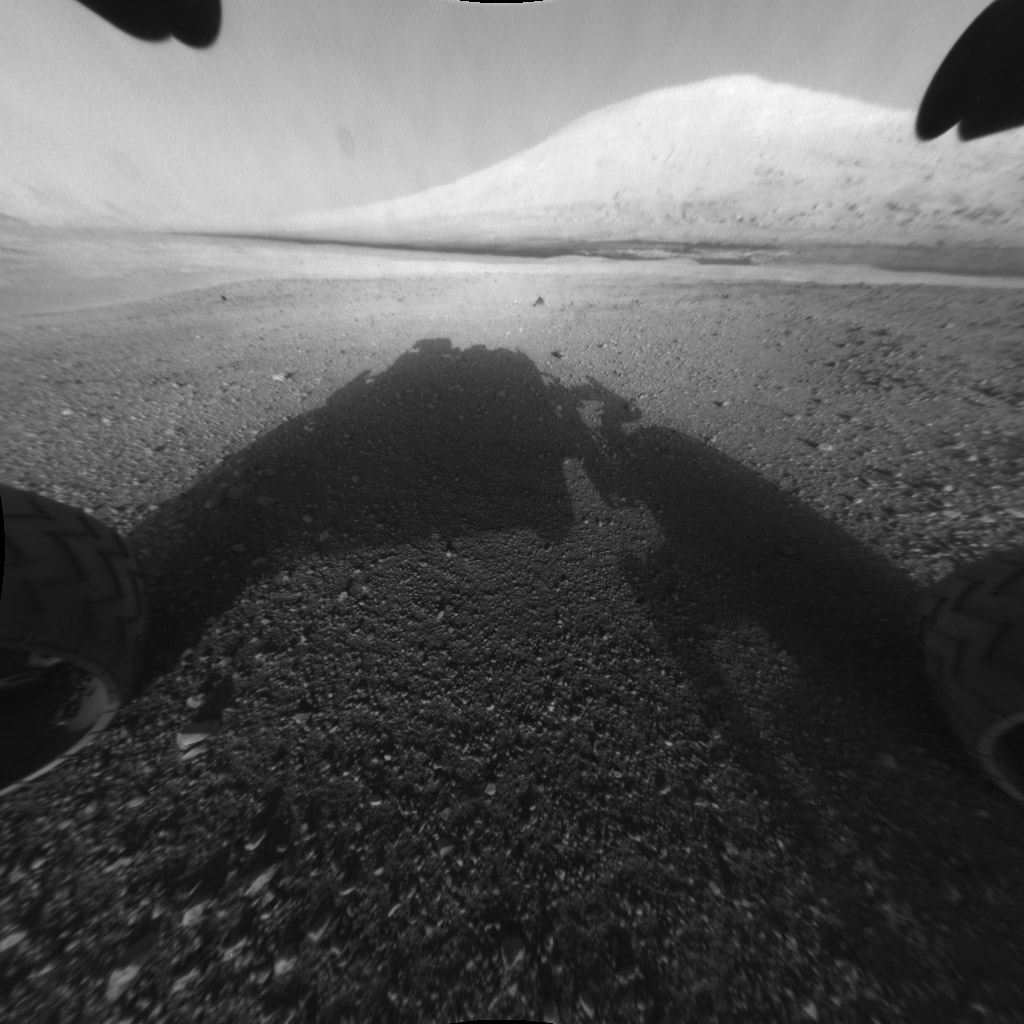
Aeolis Palus con Aeolis Mons visto por el rover Curiosity (6 de agosto, 2012).
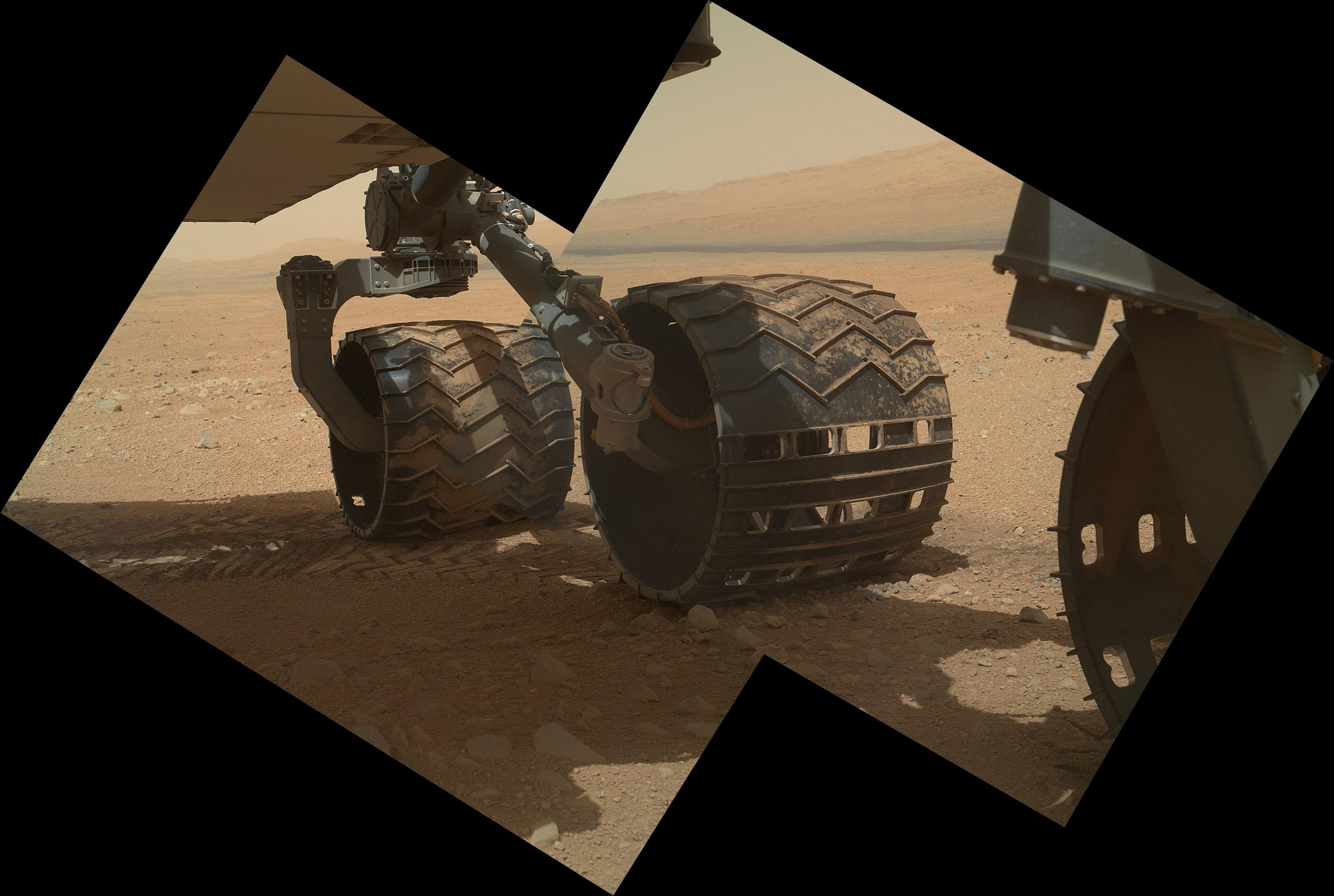
Ruedas del rover Curiosity. Aeolis Mons en el fondo (MAHLI, 9 de septiembre, 2012).
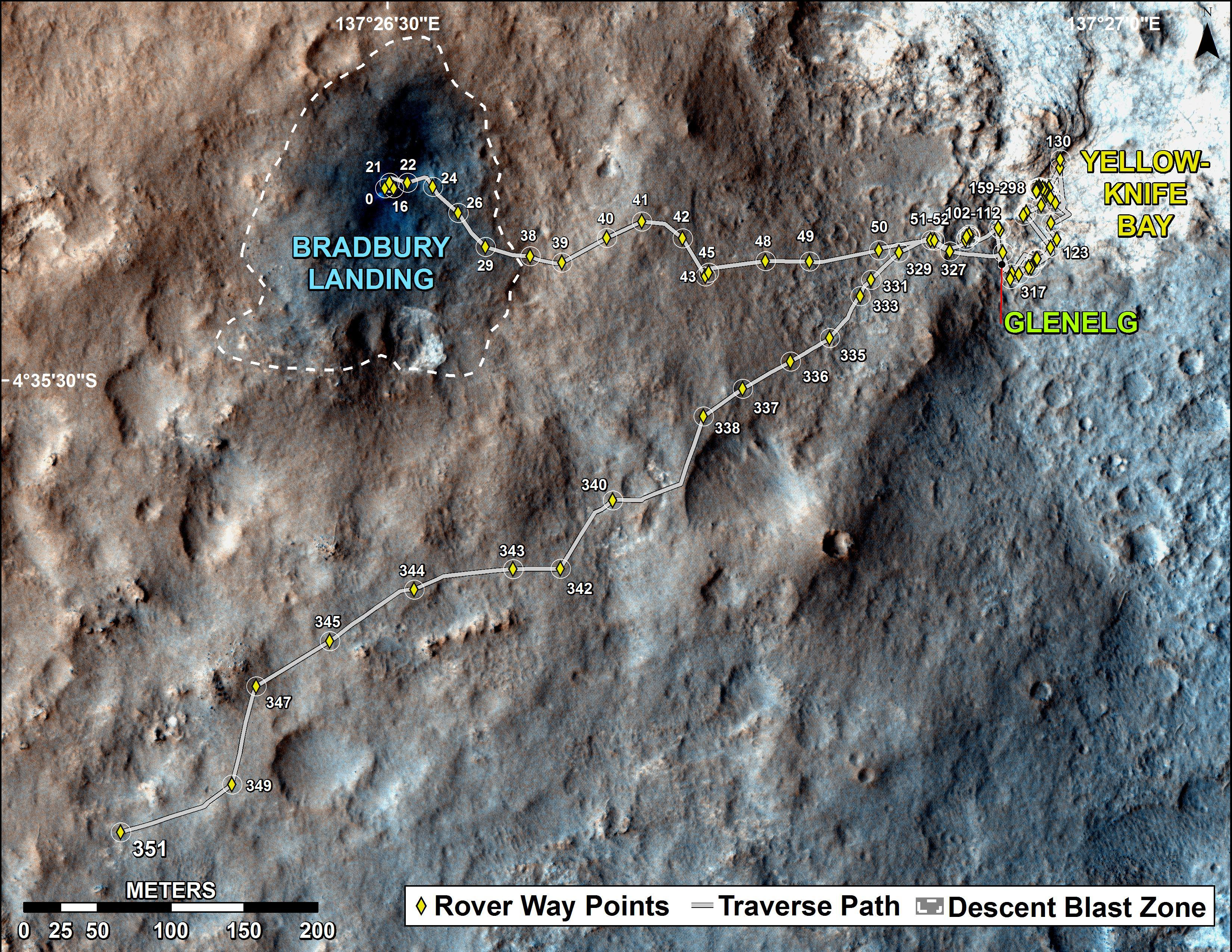
Primer año y primera milla del rover Curiosity en Marte (1 de agosto, 2013).